# Филозофски факултет Универзитета у Нишу
Филозофски факултет је високошколска установа у саставу Универзитета у Нишу. Организује и спроводи академске програме и студије за иновацију знања и стручног образовања на основним, мастер и докторским академским студијама из области англистике, историје, комуницирања и односа са јавношћу, немачког језика и књижевности, новинарства, педагогије, психологије, руског језика и књижевности, социјалне политике и социјалног рада, социологије, србистике, филозофије и француског језика и књижевности.

## Историјат
Филозофски факултет је основан 1971. године као академска јединица Универзитета у Нишу, са доста сложеном академском структуром која обухвата научне и образовне програме из хуманистичких и природних наука. Унутрашња организација, која је захтевала више обазривости у спровођењу основне мисије Факултета, одржала се до октобра 1999. године када су се Одсек за физичку културу и три одсека за природне науке развила у независне институције. То је омогућило трансформацију матичног факултета у интегрисанију академску јединицу. Године 2001. обележена је тридесета годишњица Факултета са новим образовним и научним изгледом, суштински фокусираним на филолошко-филозофске дисциплине, допуњеним Одсеком за уметност, који ће прерасти у независни факултет 2003. године. Након последње промене структуре, Филозофски факултет обухвата тринаест департмана, који функционишу као организационе јединице кроз које се образовне и истраживачке теме доводе у везу са главним пољем студија и који јасно показују наша главна интересовања: енглески језик, српски језик, српска и компаративна књижевност, руски језик, француски језик, немачки језик, социологија, социјална политика и социјални рад, филозофија, психологија, педагогија, историја, комуникологија и новинарство. Факултет има око 250 стално запослених, а број студената досеже 4100. Савет факултета, који се састоји од 19 чланова, главно је тело управљања, док је Деканат задужен за организациона питања. Секретаријат Факултета састоји се од служби које се баве финансијама, правним аспектима, студентским питањима на свим нивоима студија и IT подршком.

## Академске и истраживачке делатности
Основна обавеза Филозофског факултета је да организује и спроводи академске програме који воде до стицања дипломе основних студија, дипломских, као и докторских студија на одређеним департманима. Осим тога, Факултет промовише различите облике основних и развојних истраживања, а бави се и другим проблемима који се односе на образовање, независно или у сарадњи са другим академским, истраживачким или индустријским организацијама и институцијама.
Званични конкурс за упис на Факултет оглашава се у мају месецу за предстојећу академску годину, а односи се на ученике који имају комплетно четворогодишње средњошколско образовање. Пријемни испит је фокусиран на проверу знања из потребних предмета. Већина програма се завршава испитом, али пре тога се морају испунити други постављени услови.

## Основни задаци и циљеви
Основни задаци и циљеви Филозофског факултета Универзитета у Нишу дефинисани Стратегијом обезбеђења квалитета Факултета јесу остваривање Законом постављених циљева високог образовања и визије даљег развоја високог образовања на Факултету. Дугорочни задаци и циљеви Филозофског факултета Универзитета у Нишу који се остварују спровођењем Стратегије обезбеђења квалитета су:
- континуирано унапређење квалитета високог образовања на Факултету,
- повећање ефикасности студија применом мера за обезбеђење квалитета,
- континуирано унапређење квалитета студијских програма,
- континуирано унапређење квалитета наставе и наставног процеса,
- континуирано унапређење научноистраживачког рада наставног особља,
- континуирано унапређење квалитета простора и опреме,
- континуирано унапређење квалитета управљања и пословођења Факултетом и квалитета ненаставне подршке,
- обезбеђивање значајне улоге студената у процесу обезбеђења и континуираног унапређења квалитета,
- систематско праћење, периодична провера и континуирано унапређење система квалитета на Факултету.

## Организација факултета

### Наставне активности
Филозофски факултет остварује делатност високог образовања кроз академске студије на основу акредитованих студијских програма. Наставне делатности остварују се преко следећих организационих јединица:
- Департмани
- Катедре
- Библиотека
- Издавачки центар
- Канцеларија за међународну и међуинституционалну сарадњу
- Канцеларија за развој каријере и подршку студентима
- Лабораторија за језичку когницију
- Рачунарски центар
- Центар за медијска истраживања
- Центар за образовање наставника
- Центар за професионално усавршавање
- Центар за стране језике
- Центар за српски као страни и нематерњи језик
- Центар за унапређење квалитета

#### Департмани
- Департман за англистику
- Департман за историју
- Департман за комуникологију и новинарство
- Департман за немачки језик и књижевност
- Департман за педагогију
- Департман за психологију
- Департман за руски језик и књижевност
- Департман за социјалну политику и социјални рад
- Департман за социологију
- Департман за српску и компаративну књижевност
- Департман за српски језик
- Департман за филозофију
- Департман за француски језик и књижевност

### Ваннаставне активности
Ваннаставним делатностима бави се Секретаријат Факултета, преко служби:
- Кабинет декана
- Служба за наставу и студентска питања
- Служба за опште и правне послове
- Финансијска служба
- Техничка служба

## Студије и студијски програми
Филозофски факултет у Нишу тренутно реализује укупно 33 студијска програма на три нивоа студија (основне, мастер и докторске академске студије).

### Основне академске студије
Основне академске студије имају 240 ЕСПБ бодова и завршавају се полагањем свих предвиђених испита и довршавањем осталих студијских обавеза а, уколико су предвиђени студијским програмом, и израдом и одбраном завршног рада или полагањем завршног испита. Студије на Факултету организују се и остварују на основу одобрених, односно акредитованих студијских програма, у складу са Законом о високом образовању, Статутом Универзитета и Факултета и општим актима Факултета. Студијски програми се организују и изводе у току школске године, по семестрима, по правилу у просторијама Факултета. Студијски програм је скуп обавезних и изборних студијских подручја, односно предмета са оквирним садржајем, чијим се савладавањем обезбеђују неопходна знања и вештине за стицање дипломе одговарајућег нивоа, односно степена студија.
Студије се организују и изводе у току школске године која, по правилу, почиње 1. октобра и траје 12 календарских месеци. Школска година дели се на јесењи и пролећни семестар. Школска година по правилу има 42 радне недеље, од чега 30 наставних недеља и 12 недеља за консултације, припрему испита и испите. Настава у јесењем семестру почиње првог понедељка у октобру и траје 15 наставних  недеља и шест недеља за консултације, припрему испита и испите. Настава у пролећном семестру почиње по окончању испитног рока у фебруару месецу и траје 15 наставних недеља и шест недеља за  консултације, припрему испита и испите.
Студијски програми основних академских студија:
- Основне академске студије англистике
- Основне академске студије историје
- Основне академске студије комуницирања и односа са јавношћу
- Основне академске студије немачког језика и књижевности
- Основне академске студије новинарства
- Основне академске студије педагогије
- Основне академске студије руског језика и књижевности
- Основне академске студије социјалне политике и социјалног рада
- Основне академске студије социологије
- Основне академске студије србистике
- Основне академске студије филозофије
- Основне академске студије француског језика и књижевности

### Мастер академске студије
Мастер академске студије имају 60 ЕСПБ бодова и завршавају се полагањем свих предвиђених испита, довршавањем осталих студијских обавеза и израдом и одбраном мастер рада. Студије на Факултету организују се и остварују на основу одобрених, односно акредитованих студијских програма, у складу са Законом о високом образовању, Статутом Универзитета и Факултета и општим актима Факултета. Студијски програми се организују и изводе у току школске године, по семестрима, по правилу у просторијама Факултета.
Студијски програми мастер академских студија:
- Мастер академске студије англистике
- Мастер академске студије историје
- Мастер академске студије комуникологије
- Мастер академске студије наставник предметне наставе
- Мастер академске студије новинарства
- Мастер академске студије педагогије
- Мастер академске студије психологије
- Мастер академске студије руског језика и књижевности
- Мастер академске студије социјалног рада
- Мастер академске студије социологије
- Мастер академске студије социолог у социјалној заштити
- Мастер академске студије филологије
- Мастер академске студије филозофије
- Мастер академске студије француског језика и књижевности

### Докторске академске студије
Докторске академске студије трају најмање три године (180 ЕСПБ бодова) у складу са акредитованим студијским програмима, уз претходно остварени обим студија од најмање 300 ЕСПБ бодова на основним академским и дипломским академским студијама.
Студијски програми докторских академских студија:
- Докторске академске студије историје
- Докторске академске студије медији и друштво
- Докторске академске студије педагогије
- Докторске академске студије психологије
- Докторске академске студије социологије
- Докторске академске студије филологије
- Докторске академске студије страних филологија

## Упис

### Упис на основне академске студије
У прву годину основних студија може се уписати лице које има средње образовање у четворогодишњем трајању, односно лице које има средње образовање у четворогодишњем трајању утврђено конкурсом.
Кандидати који конкуришу за упис полажу пријемни испит, односно испит за проверу склоности и способности ако је полагање испита предвиђено конкурсом. 
Пријемни испит обухвата програмске садржаје који су изучавани у средњој школи у четворогодишњем трајању, у струци за коју кандидат конкурише. Кандидат је дужан да полаже све испите предвиђене конкурсом.
Избор кандидата за упис у прву годину основних студија и интегрисаних студија обавља се према резултату постигнутом на пријемном испиту односно испиту за проверу склоности и способности и према општем успеху постигнутом у средњој школи. Ранг листа се сачињава према укупном броју бодова сваког кандидата по утврђеним мерилима. Кандидат може освојити највише 100 бодова.
Кандидат може бити уписан на терет буџета ако се налази на јединственој ранг листи до броја одобреног за упис кандидата на терет буџета, који је одређен конкурсом, и има више од 50 бодова.

### Упис на мастер академске студије
Услови за упис на мастер академске студије зависе од тога да ли је кандидат дипломирао на истоименом или сродном студијском програму основних академских студија, просечне оцене на основним академским студијама, броја остварених ЕСПБ бодова, радног искуства или других фактора који се дефинишу индивидуално, у зависности од студијског програма.

### Упис на докторске академске студије
У прву годину докторских академских студија може се уписати кандидат који има:
- завршене дипломске академске студије – мастер са најмање 300 ЕСПБ бодова и општу просечну оцену 8 (осам) на основним и академским студијама – мастер или
- академски назив магистар из одговарајуће области ако докторат није стекло према раније важећим законским прописима и у року предвиђеном законом.

Упис кандидата спроводи се на основу конкурса и ранг-листе примљених кандидата.

## Познати студенти
- Слађана Илић, књижевни критичар, есејиста и приповедач
- Иван Калаузовић Иванус, новинар, публициста и писац
- Небојша Озимић, историчар, књижевник и преводилац